# Kevin Jackson
Kevin Andre Jackson, (* 25. listopadu 1964 v Highland Falls, New York, Spojené státy americké) je bývalý americký zápasník – volnostylař, olympijský vítěz z roku 1992. V letech 1997 a 1998 se věnoval zápasení v mixed martial arts jako profesionál.

## Sportovní kariéra
Zápasení se začal věnovat na střední škole v Lansingu v Michiganu, kde vyrůstal. Později se specializoval na volný styl na Iowa State University. V americké seniorské reprezentaci se poprvé objevil koncem osmdesátých let. V roce 1991 získal titul mistra světa ve střední váze, když ve finále porazil Jozefa Lohyňu. V roce 1992 startoval na olympijských hrách v Barceloně a ze skupiny B postoupil z prvního místa přímo do finále proti Elmahdi Džabrajilovi. Po vyrovnaném průběhu dostal od rozhodčích potřebný bod v prodloužení a vybojoval zlatou olympijskou medaili. V roce 1996 doplatil na nesmlouvavost americké olympijské kvalifikace, když jako úřadující mistr světa podlehl ve finále Les Gutchesovi a přišel o účast na olympijských hrách v Atlantě. Sportovní kariéru ukončil v roce 1997. Dva roky zkoušel štěstí mezi profesionály v soutěži Ultimate Fighting Championship v mixed martial arts. Později přijal práci trenéra univerzitního týmu na Iowa State University. V letech 2001 až 2008 byl šéftrenérem americké volnostylařské reprezentace.

## Výsledky
| Turnaj            | 1991         | 1992         | 1993         | 1994         | 1995         |
| Turnaj            | 27           | 28           | 29           | 30           | 31           |
| Turnaj            | střední váha | střední váha | střední váha | střední váha | střední váha |
| ----------------- | ------------ | ------------ | ------------ | ------------ | ------------ |
| Olympijské hry    |              | 1.           |              |              |              |
| Mistrovství světa | 1.           |              | 4.           | 11.          | 1.           |